# Вязьма
Вя́зьма (рос. Вязьма) — місто в Росії, адміністративний центр Вяземського району, розташовано на сході Смоленської області, на річці Вязьма, за 175 км від Смоленська.
Населення 50,6 тис. жителів (2024). Залізничний вузол, станція Вязьма на лінії Москва — Смоленськ та Ржев — Калуга.

## Історія
Місто належить до числа найдавніших міст Росії. Існують різні версії про дату заснування міста, але в офіційній версії історіографії затверджена дата 1239 рік, коли Вязьма, згідно з письмовими історичними джерелами, була віддана в уділ Андрію Володимировичу Довга Рука, внуку Рюрика Ростиславича Смоленського, та стала центром удільного князівства в складі Смоленського князівства.

### Назва міста
Цікаво трактують походження назви міста Вязьма. Розташовані неподалік один від одного закрути на річці, що колись називалась місцевим терміном «в'язь» (від в'язати, обв'язувати). Для означення подвійного числа цих поворотів до слова «в'язь» додалось закінчення -ма. Таким чином, дослівно Вязьма означає «двома в'язями». Іншими словами, Вязьма — це місто «двічі, обв'язане річкою».

### Археологічні дослідження
Археологічні дослідження, що проходили в міській межі на початку та в кінці XX століття, дають право стверджувати, що люди тут жили задовго до офіційно визнаної дати заснування міста. На лівому березі р. Вязьма в центрі сучасного міста розташовано городище (дитинець давньої Вязьми), культурний шар якого почав відкладатись ще в домонгольський час. На підвищених місцях правого берега р. Бебря знаходились кургани X-XII ст., окремі з яких були розкопані в 1912 році К. М. Клетновою. У гирлі р. Бебря розташовувалась неолітична стоянка. На південно-західній околиці міста при перетині р. Вязьма зі старою смоленською дорогою знаходиться городище середини I тисячоліття до н. е., південніше на лівому боці р. Русятка — давньоруське селище, поруч — курганна група XI — поч. XIII ст.

## Пам'ятки
- Історично-краєзнавчий музей.

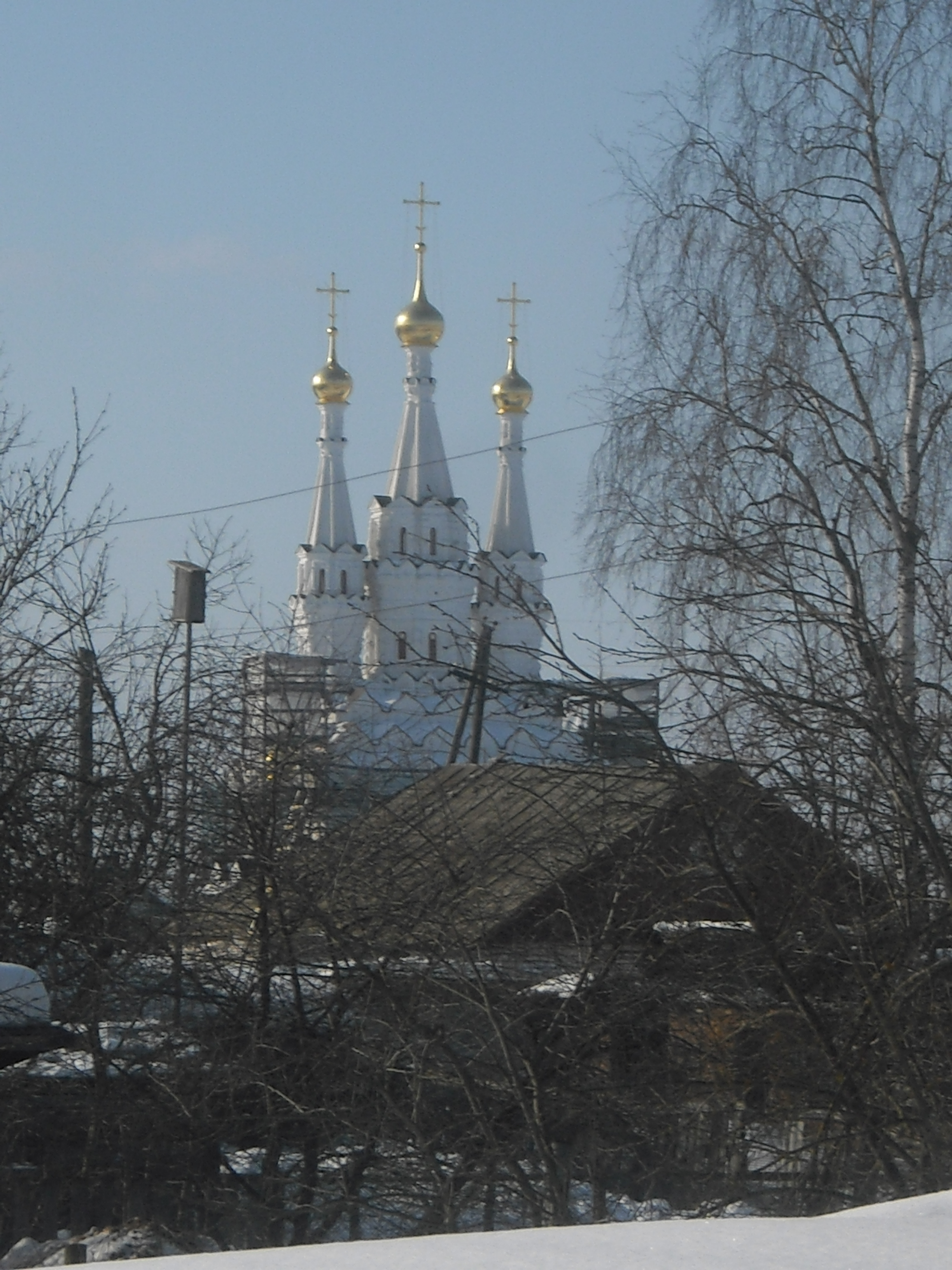
Церква Одигітрії, Монастир Івана Предтечі, Вязьма

- Іоанно-Предтечинський монастир, зокрема Церква Одигітрії Смоленської (XVII ст.)
- Троїцький собор (XVII ст.)
- Богородицька церква
- Церква Петра і Павла
- Аркадіївський монастир
- Спаська башта (єдина вціліла будівля древньої Вяземської фортеці, що належала пізніше Аркадіївському монастирю)

## Персоналії
- Алексєєв Михайло Васильович (1857—1918) — російський воєначальник
- Папанов Анатолій Дмитрович (1922—1987) — видатний радянський актор театру і кіно, театральний педагог
- Скоробогатов Микола Аркадійович (1923—1987) — радянський актор театру і кіно.

## Галерея

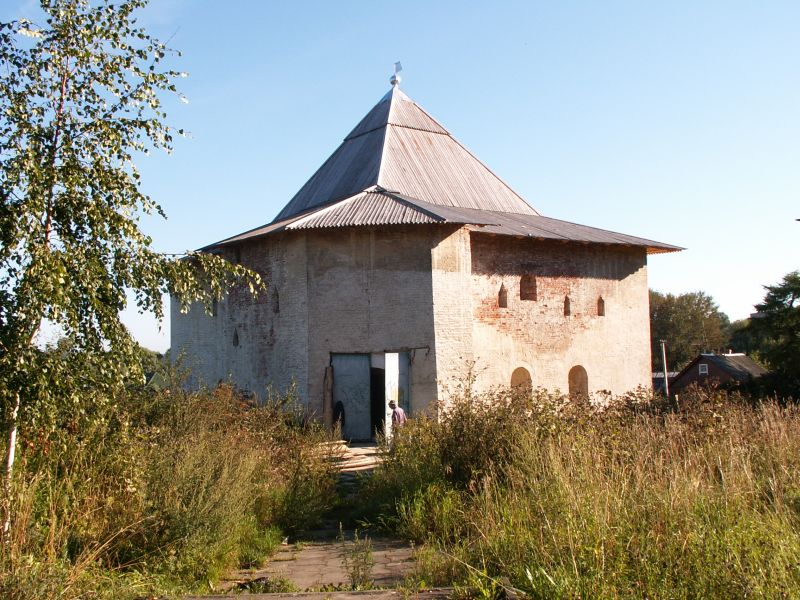
Спаська башта
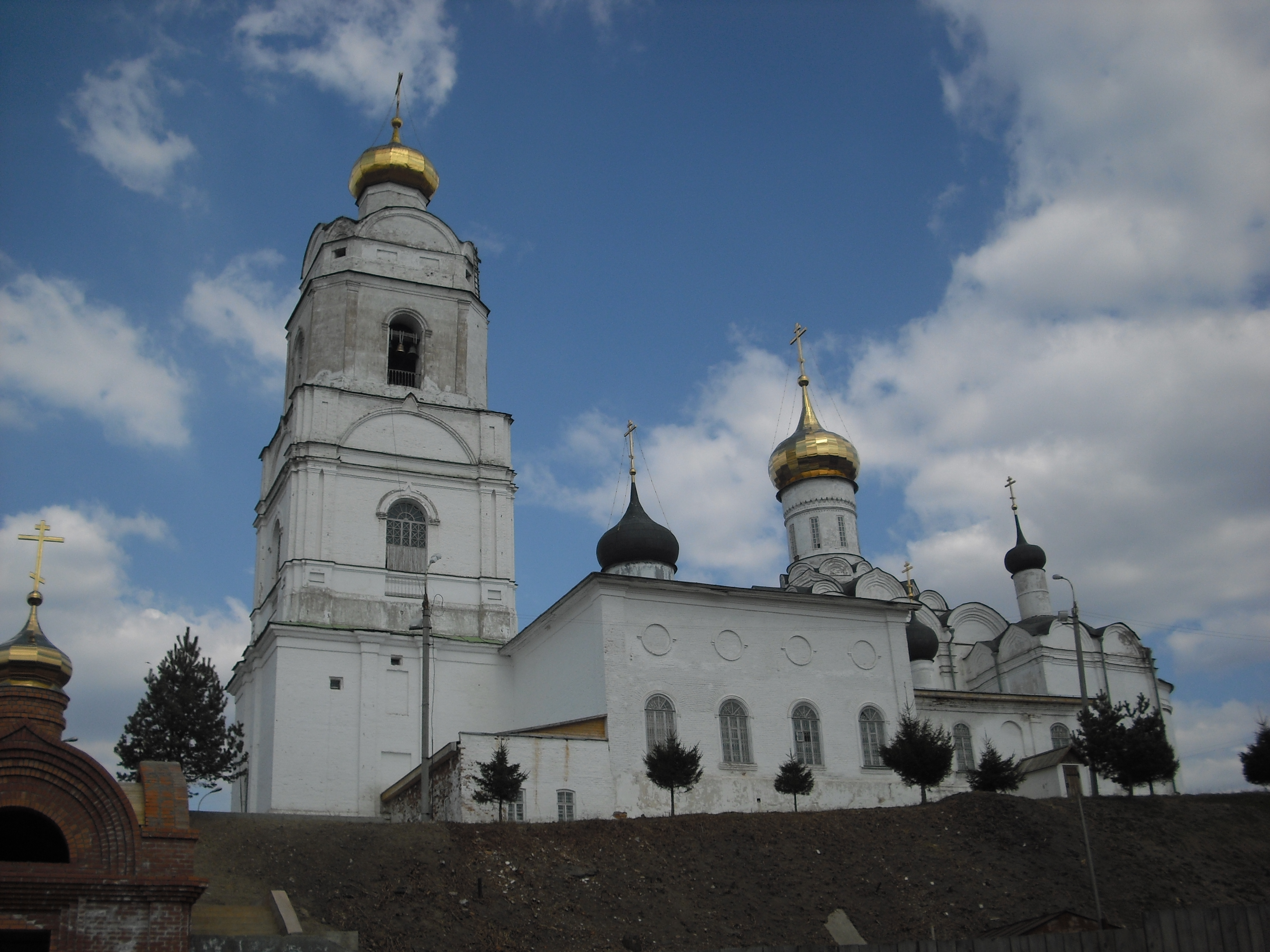
Троїцький собор
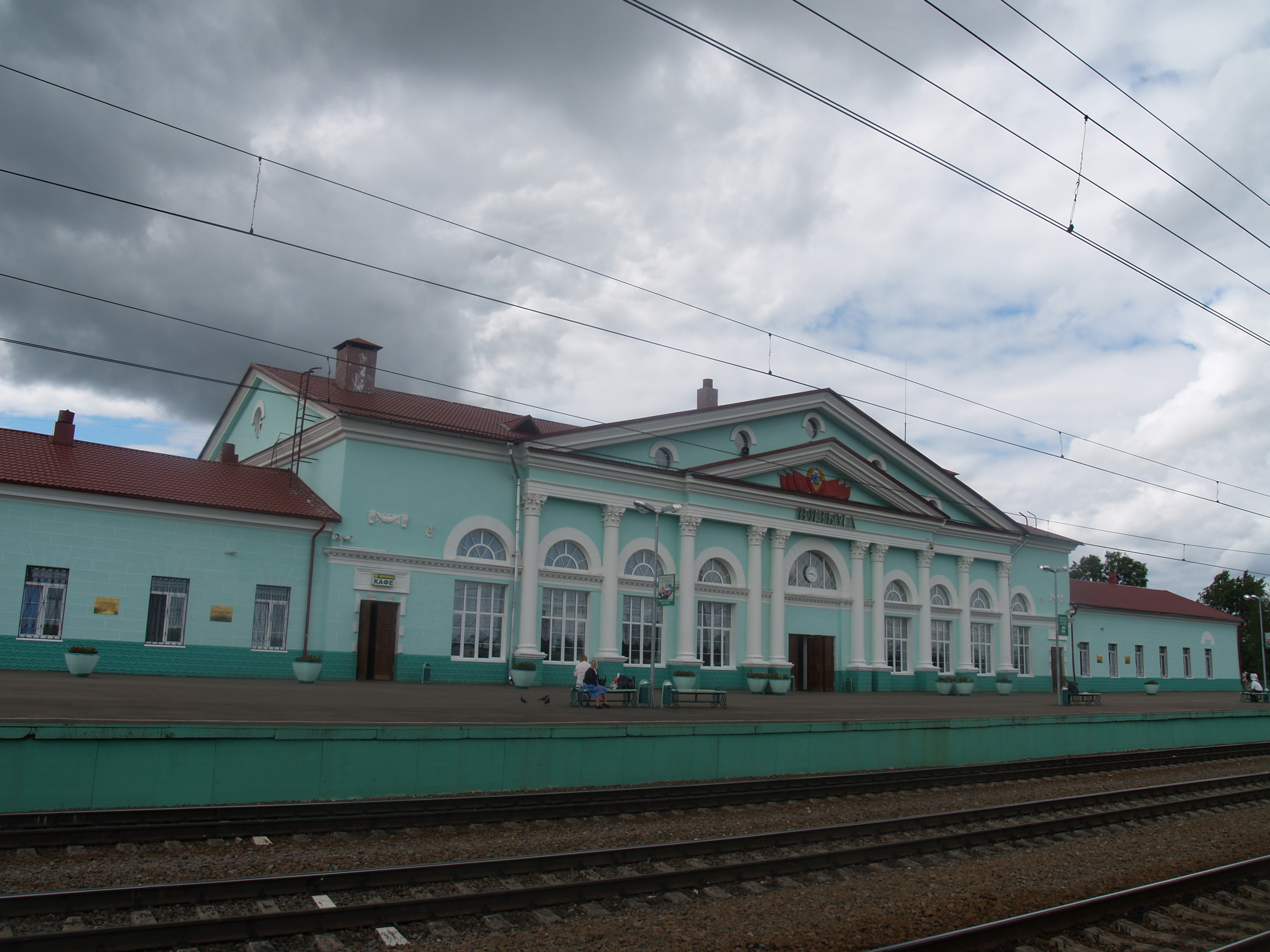
Залізнична станція
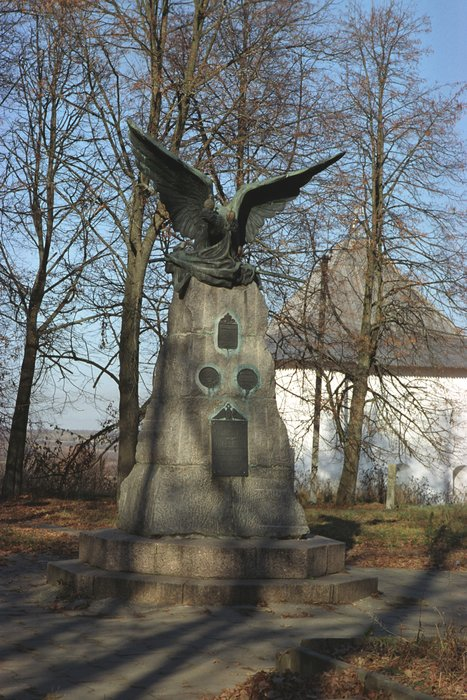
Пам'ятник Пярнуському полку
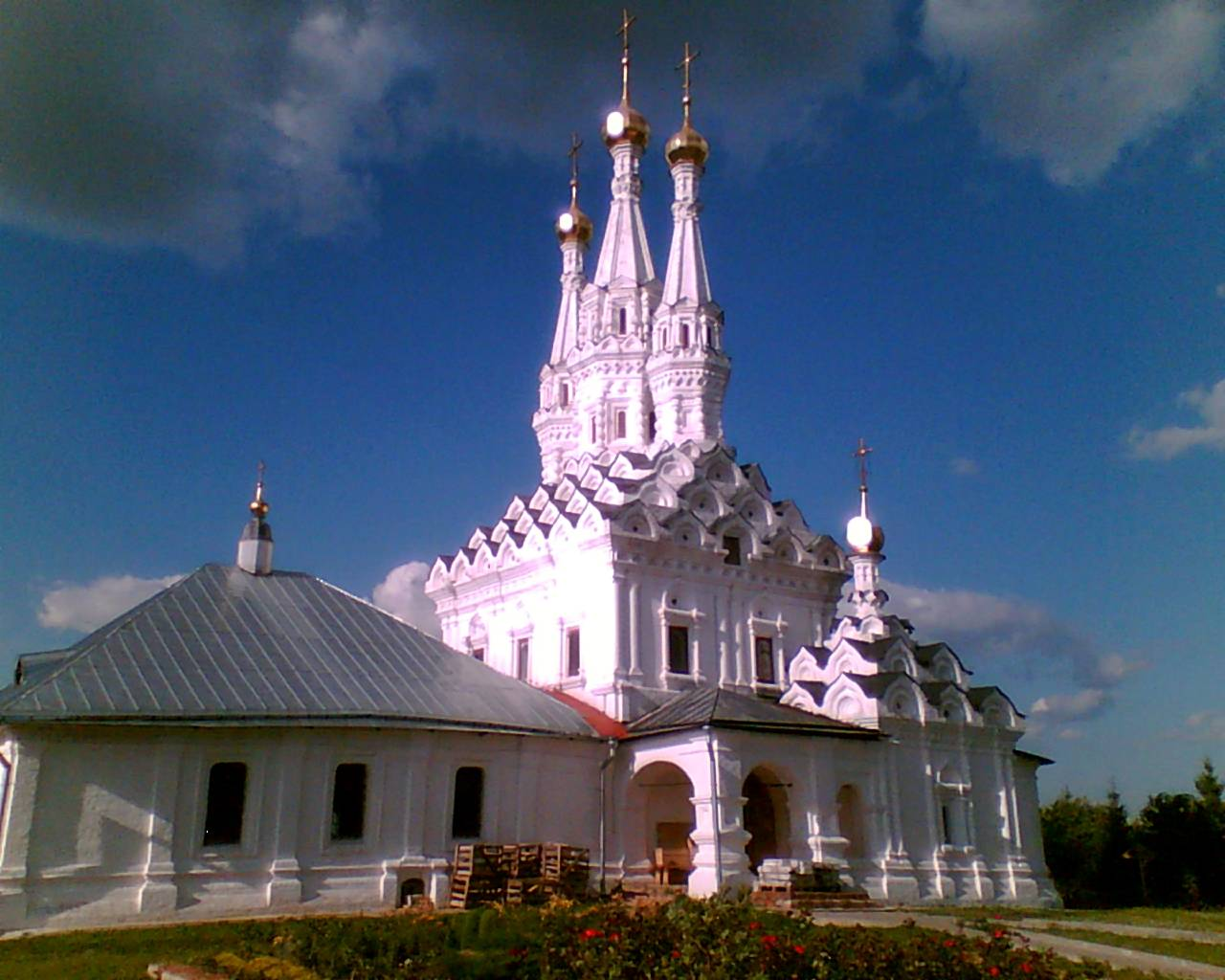
Церква Одигітрії

## Населення
| Демографія |        |        |        |        |        |        |        |        |        |
| Рік        | 1897   | 1939   | 1959   | 1970   | 1979   | 1989   | 2002   | 2005   | 2007   |
| Населення  | 15.700 | 34.000 | 31.600 | 44.100 | 51.700 | 58.900 | 57.500 | 56.500 | 55.500 |